# ヨハン・レティーフ
ヨハン・レティーフ（Johan Retief、1995年10月10日 - ）は、グリクアズに所属するラグビーユニオン選手。

## プロフィール
- ナミビア・ウィントフック出身[1]。
- ポジションはロック(LO)、フランカー(FL)。
- 身長 195cm、体重 112kg
- U20ナミビア代表に選ばれたことがある。
- ナミビア代表キャップは19（2025年2月現在）でラグビーワールドカップ2019・ラグビーワールドカップ2023のナミビア代表に選ばれた[2][3]。

## 略歴
レパーズを経て、2022年、グリクアズに加入。